# Monumento a la bota
El monumento a la bota (en inglés: Boot Monument) es un monumento a la Guerra de Independencia de los Estados Unidos ubicado en el parque histórico nacional Saratoga, Nueva York. Erigido en 1887 por John Watts de Peyster, conmemora el servicio del mayor general Benedict Arnold en las batallas de Saratoga en el Ejército Continental, pero no lo menciona en el monumento porque Arnold traicionó al ejército continental por el ejército británico. En cambio, conmemora a Arnold como el «soldado más brillante del Ejército Continental». El monumento fue esculpido por George Edwin Bissell.
Mientras luchaba en la Batalla de Bemis Heights, Arnold resultó gravemente herido tras recibir un disparo en la pierna. Su caballo, que también recibió un disparo, cayó sobre la pierna de Arnold y la destrozó. Después de esto, Arnold continuó cada vez más amargado hacia el Ejército Continental cuando fue ignorado para un ascenso, perdió su negocio y fue sometido a un consejo de guerra por abusar de su poder como comandante militar de Filadelfia. Más tarde intentó ayudar a los británicos a capturar la fortificación de West Point, pero fue descubierto y desertó hacia el ejército británico.

## Antecedentes
El general de división estadounidense Benedict Arnold había contribuido a ambas batallas de Saratoga, aunque se discute el alcance de sus contribuciones a la primera batalla, la batalla de Freeman's Farm. Sin embargo, en el segundo conflicto, la batalla de Bemis Heights el 7 de octubre de 1777, el general Arnold se unió inesperadamente a la lucha, incluso después de que las hostilidades entre él y el general de división Horatio Gates provocaron que el mando de Arnold fuera removido y entregado al general de división. Benjamin Lincoln. Gates intentó enviar a Arnold de regreso al campamento, pero las órdenes de Gates no llegaron a Arnold hasta que terminó la batalla. Arnold dirigió al ejército continental estadounidense en la toma de un reducto comandado por Lord Balcarres. Sin embargo, al final del conflicto, le dispararon a la pierna y al caballo de Arnold. Cuando el caballo cayó, la pierna de Arnold se hizo añicos.
Gates no hizo mucha mención de las contribuciones de Arnold en su informe sobre las secuelas de la batalla, lo que contribuyó a la amargura de Arnold, junto con sus heridas de combate, problemas comerciales, el Congreso Continental habiendo promovido a algunos generales rivales y más jóvenes antes que él, y un consejo de guerra después de ser declarado culpable de dos cargos menores de utilizar su papel como comandante militar de Filadelfia para obtener ganancias. Esto, junto con el hecho de que su esposa, Peggy Shippen, provenía de una familia de leales a la Corona británica, hizo que Arnold comenzara a establecer comunicaciones con el ejército británico, y Sir Henry Clinton finalmente le ofreció a Arnold 20 000 libras esterlinas por la captura de West Point. Arnold se reunió con el mayor británico John André para que pudiera transmitirle información sobre cómo atacar mejor West Point, y André fue capturado más tarde en su camino de regreso a Nueva York cuando se descubrieron los planes para West Point. Arnold desertó hacia el ejército británico y permaneció allí como general hasta que terminó la guerra.

## Historia
En una reunión de la Saratoga Monument Association (SMA) en julio de 1882, Ellen Harden Walworth, presidenta del Comité de Tabletas, anunció que el lugar donde Arnold se lesionó la pierna estaba marcado con una estaca. No hubo objeciones a la estaca.
John Watts de Peyster, ex-general de división de la milicia del estado de Nueva York durante la Guerra de Secesión, escritor de varias historias militares sobre la batalla de Saratoga y vicepresidente de la SMA, quería conmemorar la contribución de Arnold a la victoria del Ejército Continental sobre los británicos, y no estaba satisfecho con el monumento a la batalla de Saratoga, donde el nicho donde debería haber estado una estatua de Arnold permanecería vacío. De Peyster consideraba a Arnold un traidor, pero aun así reconoció sus contribuciones en Saratoga. Quería «honrar algunas de las hazañas de Arnold sin honrar al hombre», pero pensó que simplemente una losa de granito para conmemorar a Arnold «no serviría».
De Peyster se decidió por una bota para el monumento porque había oído hablar de una historia en la que Arnold le preguntó a un estadounidense que conoció en Londres qué pensaban los estadounidenses de él, a lo que el estadounidense respondió que harían un monumento con la pierna de Arnold y colgarían el resto de su cuerpo en una efigie. El historiador Michael L. Lear dijo que se decidió por la bota de Arnold como monumento adecuado porque «la pierna fue la única parte de Arnold que luego no se volvió traidor y, dado que fue sacrificada al ganar la batalla de Saratoga, debería ser conmemorada». Encargó a George Edwin Bissell, que había diseñado otras estatuas que Peyster había erigido, que esculpiera un marcador en mármol blanco. El monumento fue erigido en 1887. Es el único monumento a Arnold en los Estados Unidos< y el único monumento en el Parque Nacional Saratoga que no dice el nombre de su homenajeado.
Universitarios en un viaje robaron el dedo del pie del Boot Monument, y sólo fueron descubiertos cuando un informante anónimo (descrito como «un graduado de una institución educativa del estado de Nueva York») le dijo al oficial del campo de batalla que el dedo del pie fue robado. El monumento fue restaurado después de que Adolph S. Ochs, editor de The New York Times, lo financiara.
El monumento estaba originalmente ubicado en la cima de la colina en el sitio del Reducto Breymann, pero luego fue trasladado después de más investigaciones al lugar donde Arnold se lesionó la pierna, que era el extremo más al sur de la línea principal del reducto. El momento en que esto sucedió se discute; algunas fuentes dicen 1975, mientras que otras dicen 1972. Sin embargo, el monumento todavía estaba en el Reducto Breymann antes del momento de su traslado, y todavía se encuentra en el extremo sur del reducto.

## Apariencia

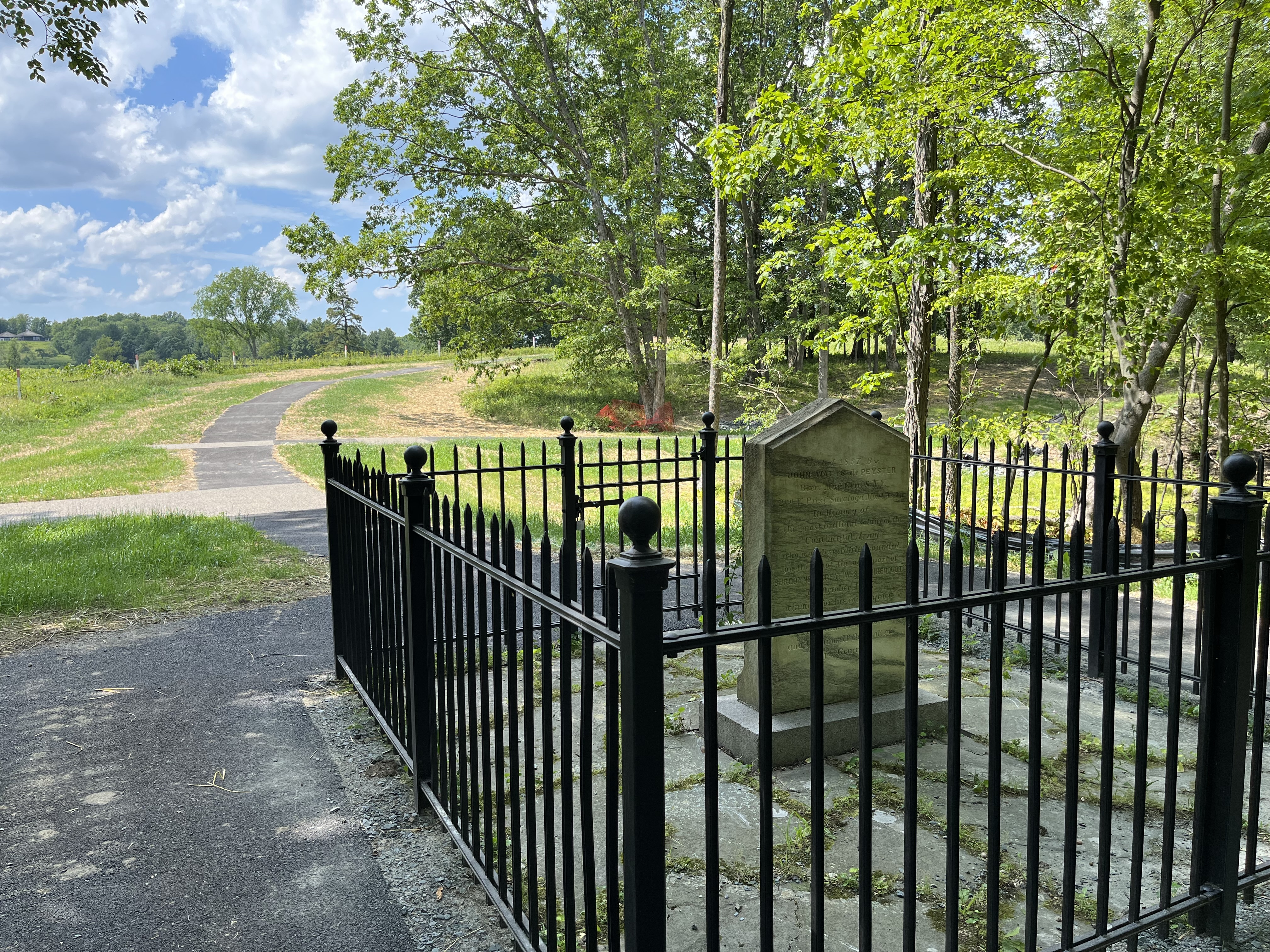
El monumento a la bota desde atrás, donde está escrita la inscripción.

El monumento nunca menciona a Arnold por su nombre debido a su deserción al ejército británico, y a De Peyster le preocupaba que el monumento fuera desfigurado si mencionaba a Arnold directamente. Cuenta con un cañón de obús, con una bota de montar de jinete zurdo y una charretera de dos estrellas para un general de división en la parte superior del cañón. Una corona de hojas de laurel se encuentra encima del obús. En señal de deshonra, el cañón del obús apunta hacia abajo. Un error en la inscripción fue que Arnold no obtuvo el rango de mayor general después y gracias a Saratoga, pero sí recuperó su antigüedad. La inscripción fue editada después de su construcción para decir «erigido en 1887 por» antes del nombre de De Peyster para dejar en claro que él no es el homenajeado de la bota. El monumento mira hacia el campo de batalla.
De manera similar a cómo el nombre de Arnold no aparece en el monumento a la bota debido a su traición al lado británico, el Monumento a la Batalla de Saratoga honra a Gates, al General Philip Schuyler, a Arnold y al Coronel Daniel Morgan, pero el lugar donde la estatua de Arnold debería estar en el monumento es un nicho vacío. En una antigua capilla de cadetes en West Point, los generales de la Guerra de Independencia son honrados con una placa en la pared, pero la placa de Arnold no tiene su nombre y solo menciona sus fechas de nacimiento y muerte.
El monumento está hecho de mármol blanco y mide 4 pies (1,2 m) alto.

## Obras citadas
- Aryes, Thomas (2008). A Military Miscellany: From Bunker Hill to Baghdad: Important, Uncommon, and Sometimes Forgotten Facts, Lists, and Stories from America's Military History. Random House Publishing Group. ISBN 978-0-553-80440-9. Archivado desde el original el 2 de marzo de 2024. Consultado el 3 de marzo de 2024.
- Brandt, Clare (1993). The Man in the Mirror: A Life of Benedict Arnold (1st edición). New York: Random House. ISBN 978-0-679-40106-3.
- Ducharme, Lori J.; Fine, Gary Alan (1995). «The Construction of Nonpersonhood and Demonization: Commemorating the Traitorous Reputation of Benedict Arnold». Social Forces 73 (4): 23. doi:10.2307/2580449. Archivado desde el original el 4 de mayo de 2024. Consultado el 19 de abril de 2024.
- Duling, Ennis (29 de julio de 2021). Thirteen Charges Against Benedict Arnold: The Accusations of Colonel John Brown Prior to the Act of Treason (en inglés). McFarland. ISBN 978-1-4766-4360-1. Archivado desde el original el 7 de marzo de 2024. Consultado el 3 de marzo de 2024.
- Frothingham, Thomas G.; Nickerson, Hoffman (1928). «The Turning Point of the Revolution». The New England Quarterly 1 (4): 594. ISSN 0028-4866. doi:10.2307/359542. Archivado desde el original el 17 de diciembre de 2023. Consultado el 17 de diciembre de 2023.
- Griswold, William A.; Linebaugh, Donald W. (2016). The Saratoga Campaign: Uncovering an Embattled Landscape. University Press of New England. ISBN 978-1-61168-965-5. Archivado desde el original el 2 de marzo de 2024. Consultado el 3 de marzo de 2024.
- Holmes, Timothy; Smith-Holmes, Libby (2012). Saratoga: America's Battlefield. Arcadia Publishing. ISBN 978-1-61423-566-8. Archivado desde el original el 3 de marzo de 2024. Consultado el 3 de marzo de 2024.
- Ketchum, Richard M. (1997). Saratoga: Turning Point of America's Revolutionary War. New York: Henry Holt. ISBN 978-0-8050-6123-9.
- Luzader, John F. (2008). Saratoga: A Military History of the Decisive Campaign of the American Revolution (1st edición). New York: Savas Beatie. ISBN 978-1-932714-44-9.
- Martin, James Kirby (1997). Benedict Arnold, Revolutionary Hero: An American Warrior Reconsidered. New York University Press. ISBN 0814755607.
- Murphy, Jim (2007). The Real Benedict Arnold. Houghton Mifflin Harcourt. ISBN 978-0-395-77609-4. Archivado desde el original el 3 de marzo de 2024. Consultado el 3 de marzo de 2024.
- Palmer, Dave Richard (2006). George Washington and Benedict Arnold: A Tale of Two Patriots.. Washington D.C.: Regnery Publ. ISBN 978-1-59698-020-4.
- Philbrick, Nathaniel (2016). Valiant Ambition: George Washington, Benedict Arnold, and the Fate of the American Revolution. Penguin. ISBN 9781594139710.
- Randall, Willard Sterne (1990). Benedict Arnold: Patriot and Traitor (1st edición). New York: Morrow. ISBN 978-1-55710-034-4.
- Strange, Carolyn (2015). «The Battlefields of Personal and Public Memory: Commemorating the Battle of Saratoga (1777) in the Late Nineteenth Century». The Journal of the Gilded Age and Progressive Era 14 (2): 194-221. doi:10.1017/S1537781414000796.
- Tonsetic, Robert L. (19 de julio de 2013). Special Operations in the American Revolution (en inglés). Casemate. ISBN 978-1-61200-165-4. Archivado desde el original el 7 de marzo de 2024. Consultado el 3 de marzo de 2024.
- Williams, Marie Danielle Annette (2013). The Revolutionary War in the Adirondacks: Raids in the Wilderness. Arcadia Publishing. ISBN 978-1-4396-7023-1. Archivado desde el original el 17 de diciembre de 2023. Consultado el 17 de diciembre de 2023.

- Datos: Q4943827